# La musica di Erich Zann
La musica di Erich Zann (The Music of Erich Zann) è un racconto breve di Howard Phillips Lovecraft scritto nel dicembre del 1921. Venne pubblicato per la prima volta su The National Amateur nel marzo del 1922, mentre la rivista Weird Tales lo pubblicò nel maggio del 1925.

## Trama
Erich Zann, suonatore di viola muto, vive nella mansarda di una vecchia casa in Rue d'Auseil, fantomatica strada di un'imprecisata città francese. Ogni notte l'artista esegue dei brani, vagamente simili a "fughe", d'inaudita forza espressiva e un inquilino da poco arrivato nella casa (il narratore della vicenda) cerca di scoprire, facendo la sua conoscenza, quale inquietante mistero si nasconda dietro quel misterioso musicista e le sue vorticose composizioni.